# Kleinkastell Lochberg

Kleinkastell Lochberg nach den Plänen der RLK

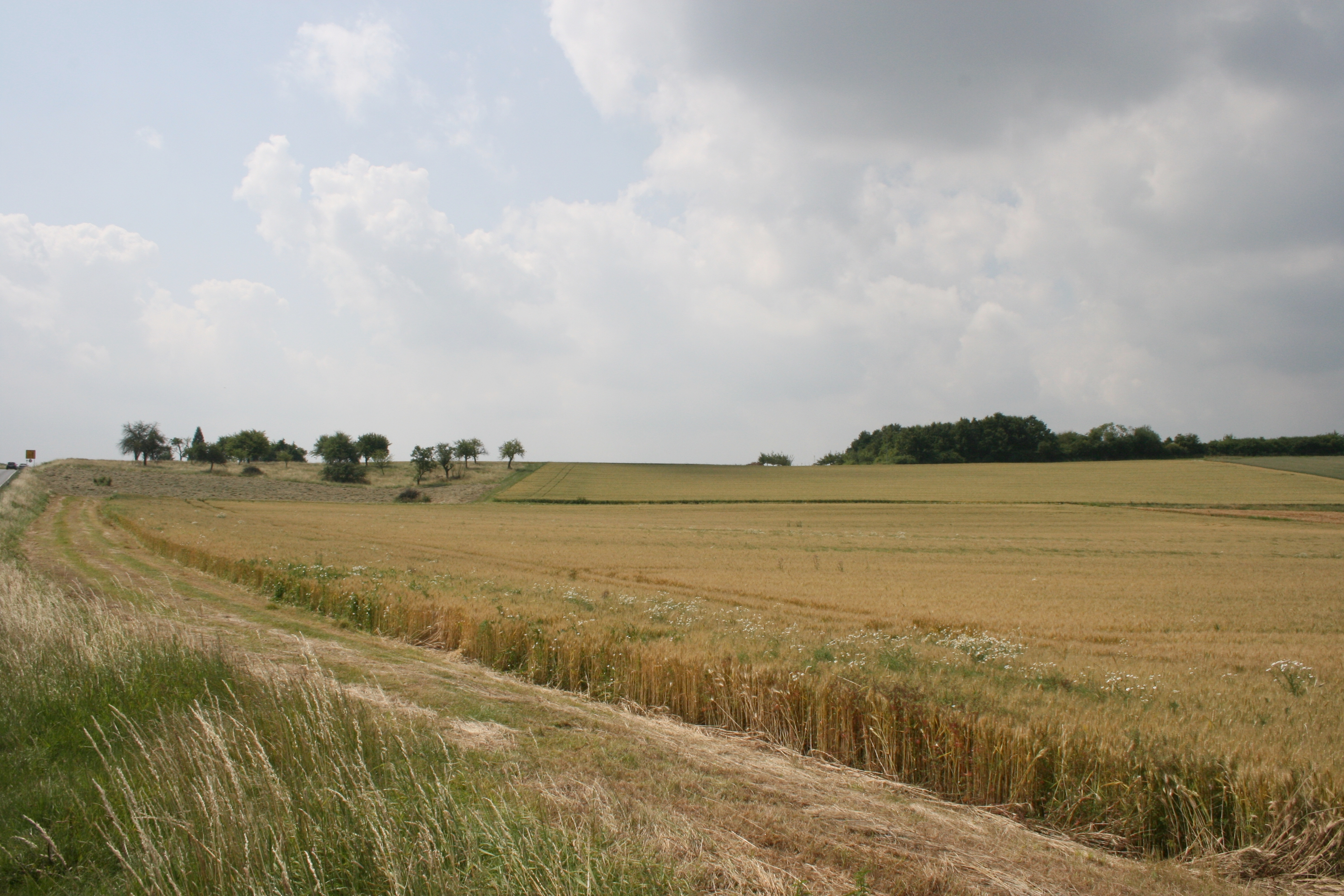
Ansicht des Lochberges von Norden. Das Kleinkastell befand sich in der Bildmitte am Rand des Hügels.

Das Kleinkastell Lochberg, auch Kleinkastell Auf dem Lochberg oder nach der Nummerierung der Reichs-Limeskommission (RLK) Wp 4/89, war ein römisches Kastell an der Wetteraulinie des Obergermanisch-Rätischen Limes. Es befand sich südlich von Bingenheim, einem Ortsteil der Gemeinde Echzell im hessischen Wetteraukreis. Die Überreste der Anlage liegen unter Ackerland und vor Ort ist nichts mehr sichtbar.

## Lage
Das Bodendenkmal befindet sich auf dem „Lochberg“, einer Kuppe zwischen Reichelsheim, den Ortschaften Bingenheim und Leidhecken westlich der heutigen Landesstraße 3188. Der Lochberg fällt an drei Seiten gleichmäßig ab, schiebt sich aber weit in die Niederung der Horloff hinein. Als Lug- oder Lohberg erhielt er aufgrund dieser besonderen Lage seinen Namen. Vom Lochberg aus hat man eine weite Aussicht über das ehemalige Limesgebiet, nach Norden über das nahe gelegene Reiterkastell Echzell bis zum Wp 4/64 bei Bettenhausen sowie südlich zum Wp 4/96 „Im Stammheimer Wald“ und zum Kastell Ober-Florstadt. Im Westen ist der Johannisberg bei Bad Nauheim sichtbar, auf dem ein römischer Wachturm entdeckt wurde, der vermutlich der Signalübertragung vom Limesgebiet gedient hat.
Die Römer nutzten die günstige Lage zur Vermessung der Limeslinie. Der Limes knickt hier, von Nordnordosten kommend, in einem stumpfen Winkel ab und zieht nach SSO weiter. Die Entfernung zu den nächsten größeren Kastellen Echzell und Oberflorstadt, von denen aus die Anlage wohl bemannt wurde, beträgt 3,5 bzw. knapp unter vier Kilometer Luftlinie.

## Kastell
Auf dem Lochberg hatte bereits August von Cohausen ein größeres Kastell vermutet, da man auf dem Areal Terra Sigillata-Scherben und andere römische Keramik fand. 1886 wurde vom Streckenkommissar der Reichs-Limeskommission (RLK), Friedrich Kofler, das Kleinkastell entdeckt und untersucht.
Kofler konnte eine 1,80 m breite Mauer nachweisen, von der noch zwei bis drei Fundamentlagen erhalten waren. Sie nahm eine Fläche von 21,6 × 19 m ein und war an den Ecken im Radius von 4,4 m abgerundet. Die Innenfläche lag damit um 400 m². Das Kastell befand sich 69 m hinter dem Limes und war auf diesen (ONO-WSW) ausgerichtet. Im Inneren lag ein Gebäude mit einer quadratischen Grundfläche von 5 × 5 m und einer Wandstärke von 40 cm. Hinweise auf die Bauweise lieferten einige Gruben nördlich davon, die neben römischer Keramik auch Brandschutt und Fachwerklehm erbrachten.
Über die Datierung sowie die hier stationierte Truppe ist wie bei den meisten Kleinkastellen wenig bekannt.

## Limesverlauf vom Kleinkastell Lochberg zum Kleinkastell Staden
Der Limes verläuft in der Florstädter Gemarkung durch intensiv landwirtschaftlich genutztes Areal und ist nicht sichtbar, lediglich direkt westlich der Landstraße ist ein kurzer Abschnitt für das geübte Auge erkennbar. Zu Zeiten der RLK reichte die Beschreibung der sichtbaren Reste noch durch die Gemarkung Leidhecken bis zur Nidda, die der Limes nahe der Burg Staden überquerte. Vier Wachtposten (Wp 4/90, 91, 92 und 93) wurden durch die RLK auf den Anhöhen östlich Leidheckens bzw. nördlich Stadens vermutet, ohne dass außer wenigen Steinbrocken echte Befunde dazu vorlägen. Südsüdöstlich schließt sich das Kleinkastell Staden an, das ebenfalls nicht mehr sichtbar ist.

## Denkmalschutz
Das Kastell und die erwähnten Anlagen sind als Teil des Obergermanisch-Rätischen Limes seit 2005 Teil des UNESCO-Welterbes. Außerdem sind es Bodendenkmäler nach dem Hessischen Denkmalschutzgesetz. Nachforschungen und gezieltes Sammeln von Funden sind genehmigungspflichtig, Zufallsfunde an die Denkmalbehörden zu melden.